# Princeton (Schiff, 1945)
Die USS Princeton (CV/CVA/CVS-37/LPH-5) war ein zur Essex-Klasse gehörender Flugzeugträger der United States Navy, der im November 1945 in Dienst gestellt wurde. Ihren wichtigsten Einsatz hatte sie während des Koreakriegs, bei dem sie insgesamt 8 Battle Stars erhielt. Das Schiff diente zudem während des Vietnamkriegs. Während ihrer Dienstzeit wurde die Princeton mehrfach umklassifiziert: Anfang der 1950er Jahre als Angriffsträger, anschließend zur U-Boot-Abwehr und zuletzt als Amphibisches Angriffsschiff. Im Januar 1970 kam das Schiff in die Reserve und ging zwei Jahre später zum Abbruch.

## Geschichte
Die Princeton wurde am 14. September 1943 in der Philadelphia Naval Shipyard auf Kiel gelegt und lief am 8. Juli 1945 vom Stapel. Ursprünglich sollte sie den Namen Valley Forge tragen, den stattdessen jedoch ein anderer Träger der Essex-Klasse erhielt. Am 18. November wurde das Schiff unter dem Kommando von Captain John Hoskins in Dienst gestellt.
Nach Probefahrten war die Princeton vor Kuba stationiert, wo sie bis Juni 1946 Teil der United States Eighth Fleet war. Der Träger wechselte anschließend zur United States Pacific Fleet mit San Diego als Heimathafen. Im Juli 1946 beförderte das Schiff den Leichnam des zwei Jahre zuvor verstorbenen philippinischen Präsidenten Manuel Quezon nach Manila. Anschließend war die Princeton Teil der United States Seventh Fleet, wo sie das Flaggschiff der Task Force 77 auf den Marianen wurde. Nach weiteren Einsätzen im Pazifik und Übungen vor Hawaii ging der Träger am 21. Juni 1949 in die Reserveflotte.
Durch den Ausbruch des Koreakriegs wurde das Schiff am 28. August 1950 reaktiviert und an die Küste Koreas beordert, wo Flugzeuge der Princeton an Luftüberwachungseinsätzen teilnahmen. Insgesamt wurden 248 solcher Einsätze vom Träger aus geflogen. Anschließend nahmen Flugzeuge des Schiffes ab April 1951 an Angriffen auf Eisenbahn- und Autobrücken teil. Diese Einsätze zogen sich bis August, ehe die Princeton nach San Diego zurückkehrte.
Im April 1952 ging der Träger wieder nach Korea. Primäres Ziel war diesmal die Versenkung kleiner Schiffe und Boote sowie die Zerstörung von Versorgungslagern und Waffenanlagen durch die Bordflugzeuge. Im Juni nahm die Princeton am Angriff auf die Supung-Staumauer teil. Es folgten Angriffe auf Versorgungslager in Pjöngjang sowie die Zerstörung mehrerer Munitionsfabriken. Im Oktober 1952 wurde die Princeton als Angriffsträger umklassifiziert, ehe sie im November nach San Diego zurückkehrte. Im Februar 1953 absolvierte der Träger seinen dritten und letzten Einsatz in Korea, wo seine Flugzeuge Luftunterstützung für Truppen gaben und erneute Angriffe auf Stellungen der Gegner flogen. Das Schiff verblieb bis zum 27. Juli in Korea und kehrte im September nach Kalifornien zurück.
Im Januar 1954 wurde die Princeton erneut umklassifiziert und nun zur U-Boot-Abwehr eingesetzt. In den folgenden Jahren nahm der Träger an Übungseinsätzen im Ostpazifik, dem Indischen Ozean und dem Persischen Golf teil.
Im März 1959 wurde die Princeton zum dritten und letzten Mal umklassifiziert und fortan als Amphibisches Angriffsschiff geführt. An Bord befand sich fortan eine Kampfeinheit der Marine Expeditionary Unit, Hubschrauber ersetzten die Flugzeuge. Von Mai 1959 bis Januar 1960 nahm das Schiff an gemeinsamen Übungen mit dem Marine Corps Base Camp Pendleton teil und wurde anschließend nach Okinawa verlegt, von wo aus es weitere Übungseinsätze absolvierte. Von September bis November 1962 diente die Princeton als Flaggschiff der Joint Task Force 8 während der Nukleartests bei Operation Dominic.
Ab Oktober 1964 nahm das Schiff an Einsätzen in Vietnam teil. Im Februar 1966 löste es die Okinawa als Flaggschiff der Amphibious ready group ab. Von März bis April war die Princeton Teil der Operation Jackstay und lag anschließend zum Schutz der Bevölkerung vor Truppen der Vietcong im Phú Lộc Distrikt in der Küstenregion Bắc Trung Bộ. Weitere Einsätze des Schiffes während des Vietnamkriegs waren Operation Nathan Hale im Juni 1966 und Operation Hastings im Juli 1966. Den Großteil ihrer Einsatzzeit in Vietnam verbrachte die Princeton mit der Versorgung und der Evakuierung von Truppen im Feindgebiet.
Seinen letzten Einsatz hatte das Schiff ab April 1969 zur Bergung der Mannschaft von Apollo 10 im Südpazifik, die am 26. Mai erfolgreich durchgeführt wurde. Am 20. Januar 1970 beendete die Princeton ihre aktive Dienstzeit nach 25 Jahren und wurde sogleich aus dem Naval Vessel Register gestrichen. Im September 1972 ging das Schiff zum Abwracken. Teile des gepanzerten Stahls der Princeton wurden beim Bau des Fermi National Accelerator Laboratory verwendet.
In ihrer Dienstzeit wurde die Princeton mit 8 Battle Stars für den Koreakrieg sowie 4 Navy Unit Commendations für die Besatzung ausgezeichnet. Die Flagge des Schiffes kann in der Kapelle der Princeton University besichtigt werden. Zudem spielt die Princeton eine wichtige Rolle im 1952 erschienenen Kriegsfilm Sturmgeschwader Komet, der auch an Bord gedreht wurde.